# Reinhard Scholzen
Reinhard Scholzen (* 1959 in Essen) ist ein deutscher Historiker und Journalist.

## Leben
Der in Essen geborene Reinhard Scholzen zog als Zwölfjähriger mit seinen Eltern nach Daun-Waldkönigen, dem Geburtsort seines Vaters. Von 1980 bis 1986 studierte Reinhard Scholzen Geschichte und Politikwissenschaft an der Universität Trier. Nach dem Magister Artium (M. A.) war er dort als wissenschaftlicher Mitarbeiter tätig und promovierte 1992 mit seiner Arbeit Franz von Sickingen: Ein adeliges Leben im Spannungsfeld zwischen Städten und Territorien (veröffentlicht 1996). Scholzen absolvierte von 1993 bis 1994 eine Ausbildung zum PR-Berater, die ein Praktikum beim Bundesgrenzschutz (BGS) einschloss. Als Abschlussarbeit verfasste er eine Konzeption für die Öffentlichkeitsarbeit der Spezialeinheit GSG 9. Ab 1994 war er für den Bundesgrenzschutzverband, die spätere DPolG Bundespolizeigewerkschaft, in der Öffentlichkeitsarbeit tätig.
Als einer von wenigen Journalisten erhielt er freien Zutritt zur GSG 9 und veröffentlichte 1997 zusammen mit Kerstin Froese das Buch GSG 9: Innenansichten eines Spezialverbandes des Bundesgrenzschutzes. 2000 folgte sein Buch SEK: Spezialeinsatzkommandos der deutschen Polizei. Zu seinem Werk zählen zahlreiche weitere Buchveröffentlichungen zu militärischen Themen und mehr als 200 Aufsätze in in- und ausländischen Fachzeitschriften.
Scholzen ist seit 2004 in der Kommunalpolitik tätig, zunächst als stellvertretender Ortsvorsteher in Daun-Waldkönigen. Für die CDU, der er im Alter von 16 Jahren beigetreten ist, ist er seit Mai 2014 Mitglied des Kreistages im Landkreis Vulkaneifel und des Verbandsgemeinderates von Daun.
Er ist verheiratet und Vater von zwei Söhnen.

## Veröffentlichungen (Auswahl)
- Franz von Sickingen: ein adeliges Leben im Spannungsfeld zwischen Städten und Territorien. Institut für Pfälzische Geschichte und Volkskunde, Kaiserslautern 1996, ISBN 3-927754-17-X.
- zusammen mit Kerstin Froese: GSG 9: Innenansichten eines Spezialverbandes des Bundesgrenzschutzes. Motorbuch, Stuttgart 1997, ISBN 3-613-01793-8.
- SEK: Spezialeinsatzkommandos der deutschen Polizei. Motorbuch, Stuttgart 2000, ISBN 3-613-02016-5.
- Personenschutz: Geschichte, Ausbildung, Ausrüstung. Motorbuch, Stuttgart 2001, ISBN 3-613-02185-4.
- KSK: das Kommando Spezialkräfte der Bundeswehr. Motorbuch, Stuttgart 2004, ISBN 3-613-02384-9.
- Der BGS. Geschichte der Bundespolizei. Motorbuch, Stuttgart 2006, ISBN 3-613-02677-5.
- Division Spezielle Operationen: einsatzbereit, jederzeit, weltweit. Motorbuch, Stuttgart 2009, ISBN 978-3-613-03017-6.
- Feldjäger: Deutschlands Militärpolizei heute. Motorbuch, Stuttgart 2010, ISBN 978-3-613-03152-4.
- Die Infanterie der Bundeswehr. Motorbuch, Stuttgart 2011, ISBN 978-3-613-03293-4.
- Heeresaufklärung. Motorbuch, Stuttgart 2012, ISBN 978-3-613-03408-2.
- KSK. Bilder einer Elitetruppe. Motorbuch, Stuttgart 2013, ISBN 978-3-613-03547-8.